# Jeremy Dudziak
Jeremy Dudziak (Hamburg, 28 augustus 1995) is een voetballer met zowel de Duitse als Tunesische nationaliteit  die bij voorkeur als centrale middenvelder speelt. In juli 2023 maakte hij de overstap van Greuther Fürth naar Hertha BSC. Op 6 september 2019 maakte zijn debuut in het nationale elftal van Tunesië in de oefenwedstrijd tegen Mauritanië.

## Clubcarrière
Dudziak komt uit de jeugdacademie van Borussia Dortmund. Hij debuteerde tijdens het seizoen 2013/14 in het tweede elftal, in de 3. Liga. In augustus 2015 vertrok Dudziak naar FC St. Pauli, dat destijds op het tweede niveau in Duitsland speelde, de 2. Liga.
In de zomer van 2019 vertrok Dudziak transfervrij bij de cultclub omdat zijn contract niet werd verlengd. De stadsgenoot van St. Pauli, Hamburger SV, contracteerde de Duitse Tunesiër voor drie jaar.
In de jeugd van Borussia Dortmund en in zijn beginjaren bij St. Pauli speelde Dudziak vooral op de linksbackpositie. Bij de club in Hamburg werd hij af en toe ook op het middenveld ingezet. Bij Hamburger SV is Dudziak aangetrokken als diepgaande middenvelder, een positie die hem vanwege zijn loopvermogen op het lijf geschreven is.

## Interlandcarrière
Dudziak kwam uit voor diverse Duitse nationale jeugdelftallen. Hij kwam onder meer achttien keer in actie voor Duitsland -17. Op 14 augustus 2013 debuteerde hij in Duitsland -19, als basisspeler tegen Hongarije -19. Hierna speelde hij interlands voor de Duitse -20 en -21 elftallen, waarvoor hij bovendien meermaals trefzeker was.
Op 6 september 2019 speelde Dudziak zijn eerste officiële interland voor Tunesië.

## Erelijst
| Europees kampioen -19 | 1x | 2014 |

1 Ernst ·
5 Bouchalakis ·
6 Demme ·
7 Niederlechner ·
8 Sessa ·
9 Prevljak ·
10 Maza ·
11 Reese ·
12 Smarsch ·
14 Hussein ·
16 Kenny ·
18 Schuler ·
19 Dudziak ·
20 P. Dárdai ·
22 Winkler ·
24 Þorsteinsson ·
25 Brooks ·
26 Christensen ·
27 Cuisance ·
31 M. Dárdai ·
33 Karbownik ·
35 Gersbeck ·
37 Leistner  ·
39 Scherhant ·
41 Klemens ·
42 Zeefuik ·
44 Gechter ·
Coach: Fiél